# Vetrox
Das Vetrox-Verfahren ist eine von der Schweizer VETROX AG weltweit patentiertes Verfahren, zur Eliminierung von Beschädigungen wie Kratzern oder Verätzungen auf Glasoberflächen.

## Problematik
Die Problematik einer verkratzten Scheibe liegt in dem optischen Eindruck. Im Wesentlichen sind Glasverkratzungen auf ungeschütztes Arbeiten in unmittelbarer Umgebung, falsche Reinigungsaktivitäten oder auf Vandalismusverkratzungen zurückzuführen.
Bereits normale Belastungen, Erschütterungen oder ungleichmässige Erwärmungen führen zur Überschreitung der Bruchfestigkeit.
Siehe auch: Glasbearbeitungstechniken

## Verfahren
Das Grundprinzip basiert auf einer Maschineneinheit, die mittels parallelogrammförmig angeordneter Saugnäpfe im Bereich der beschädigten Glasoberflächen auf das Glas aufgesetzt wird. Innerhalb dieses Parallelogramms wird eine elektrisch angetriebene Schleifeinheit mit vier Freiheitsgraden (sämtliche Achsen sowie Rotation) exakt gesteuert und großflächig, planparallel über die beschädigten Stellen bewegt.
Der leichte, variable Anpressdruck, abhängig von der Rauheit der Schleifteller-Oberfläche (Rauheiten nach FEPA 400 bis 5000), sowie das anschließende Polieren und Feinpolieren in Verbindung mit einem konsistenten, in einer Trägermatrix eingebettetem Schleifmittel ergeben nach mehreren flächigen Arbeitsgängen eine Glasoberfläche, die der ursprünglichen Oberfläche entspricht bzw. bei mikroskopischer Betrachtung sogar noch feiner aufgebaut ist als die ursprüngliche Glasoberfläche. Die erzielten Ergebnisse erfüllen die ÖNORM B 3738 für nicht gestörte Durchsicht.
Die Begrenzungen der zu bearbeitenden Glasoberfläche (entweder randabfallend oder innerhalb des Glases viereckig) werden durch Anschlagkurven begrenzt. Die Anschlagkurve, variabel und auf die jeweilige Glassorte abgestimmt, steuert den Ein- und Austritt aus der Glasoberfläche und ist somit verantwortlich für die Qualität der reparierten Schadstelle.
Um grosse Flächen wirtschaftlich bearbeiten zu können, wurde zusätzlich die Tandem-Maschine entwickelt, die auf dem gleichen Arbeits-Prinzip basiert, aber zwei Schleifteller direkt übereinander gleichzeitig zum Einsatz bringt. Zudem lässt dies Tandem-Maschine Schleiftellerdurchmesser von bis zu 200 mm zu.